# Nuoto artistico ai campionati europei di nuoto 2020 - Singolo (programma libero)
La competizione di singolo programma libero di nuoto artistico ai Campionati europei di nuoto 2020 si è disputata il 10 e 12 maggio 2021 presso la Duna Aréna di Budapest, in Ungheria. Hanno partecipato alla competizione 18 sincronette.

## Programma
Il turno preliminare si è svolto il 10 maggio 2021, alle ore 9:00 (UTC+1). La finale si è svolta il 12 maggio 2021, alle ore 9:00 (UTC+1).

## Risultati
In verde sono contrassegnati i finalisti.
| Class   | Sincronetta          | Nazione       | Preliminare | Preliminare | Finale          | Finale          |
| Class   | Sincronetta          | Nazione       | Punti       | Class       | Punti           | Class           |
| ------- | -------------------- | ------------- | ----------- | ----------- | --------------- | --------------- |
| Oro     | Varvara Subbotina    | Russia        | 95.6000     | 1           | 96.4333         | 1               |
| Argento | Marta Fiedina        | Ucraina       | 92.7667     | 2           | 93.7000         | 2               |
| Bronzo  | Evangelia Platanioti | Grecia        | 89.9667     | 3           | 90.8000         | 3               |
| 4       | Vasilina Chandoška   | Bielorussia   | 87.5000     | 5           | 90.2333         | 4               |
| 5       | Vasiliki Alexandri   | Austria       | 87.9667     | 4           | 88.8667         | 5               |
| 6       | Kate Shortman        | Gran Bretagna | 85.2333     | 8           | 86.0000         | 6               |
| 7       | Mireia Hernández     | Spagna        | 85.9000     | 6           | 85.7333         | 7               |
| 8       | Lara Mechnig         | Liechtenstein | 83.4667     | 9           | 84.7333         | 8               |
| 9       | Marta Murru          | Italia        | 85.6333     | 7           | 84.5333         | 9               |
| 10      | Polina Prikazchikova | Israele       | 80.9667     | 10          | 81.9333         | 10              |
| 11      | Ilona Fahrni         | Svizzera      | 80.3000     | 11          | 81.5333         | 11              |
| 12      | Nada Daabousová      | Slovacchia    | 80.0667     | 12          | 80.4333         | 12              |
| 13      | Jasmine Verbena      | San Marino    | 78.8333     | 13          | Did not advance | Did not advance |
| 14      | Alžběta Dufková      | Rep. Ceca     | 77.6333     | 14          | Did not advance | Did not advance |
| 15      | Klara Šilobodec      | Croazia       | 75.3667     | 15          | Did not advance | Did not advance |
| 16      | Aleksandra Atanasova | Bulgaria      | 75.3333     | 16          | Did not advance | Did not advance |
| 17      | Clara Ternström      | Svezia        | 73.3667     | 17          | Did not advance | Did not advance |
| 18      | Pinja Kekki          | Finlandia     | 72.6667     | 18          | Did not advance | Did not advance |